# Hajítógép

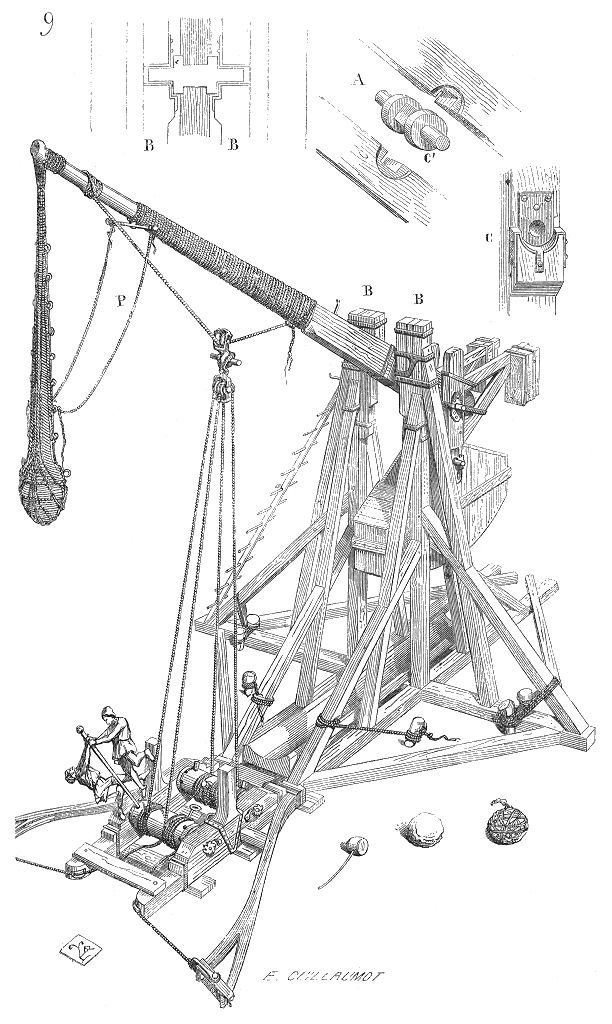
Egy bonyolult szerkezetű középkori hajítógép, az úgynevezett torbocsil francia trébuchet

A hajítógép avagy katapult mechanikus szerkezet, állványra helyezett hideglőfegyverfajta. A lőpor feltalálása előtt az ókor és a középkor meghatározó ostromgépe illetve tábori tüzérsége volt. A hajítógépek a mechanikus energia tárolására és felszabadítására alkalmas szerkezetek, az egyszerű emberi erővel működtetett lövedékvetőkhöz képest nehezebb lövedékeket, nagyobb távolságra képesek eljuttatni.
A hajítógépek legbonyolultabb változatai a trebusék voltak, melyek Szaladin egyiptomi szultán hadseregében óriási szerepet játszottak és a hajítógépek használatának csúcspontját jelentették a szultán Szentföld elleni sikeres hadjáratai, nem sokkal később ugyanis az oszmán haderőben megjelentek az ágyúk, amik aztán az egész világon elterjedtek.

## Tulajdonságok

Római ballista

A hajítógépekben a mechanikus energia tárolására és felszabadítására különböző szerkezetek szolgálnak, melyeket három fő csoportba sorolhatunk. Ezek: a rugós hajítógépeknél használt rugó, a torziós szálköteg vagy fonat és az ellensúly. A hajítógépeket az ókor és középkor során sok változatban és méretben használták, a görög és római seregek tábori tüzérségétől eltekintve, ezek a szerkezetek a hadviselés hosszantartó ostromainak eszközei voltak. A hajítógépekről fennmaradt írások és illusztrációk felettébb hiányosak és pontatlanok, a szerkezetekből pedig kevés régészeti lelet maradt fenn. Amit a hajító- és ostromgépekről tudunk, annak alapja a gyakorlati régészet és az 1860-as évek óta végzett kutatások, mint például Sir Ralph Payne-Gallwey által felépített és kipróbált szerkezetek voltak. A hajítógépek közös tulajdonsága, hogy működtetéséhez több emberből álló kezelő személyzet szükségeltetett.

## Típusok

### Rugós hajítógép

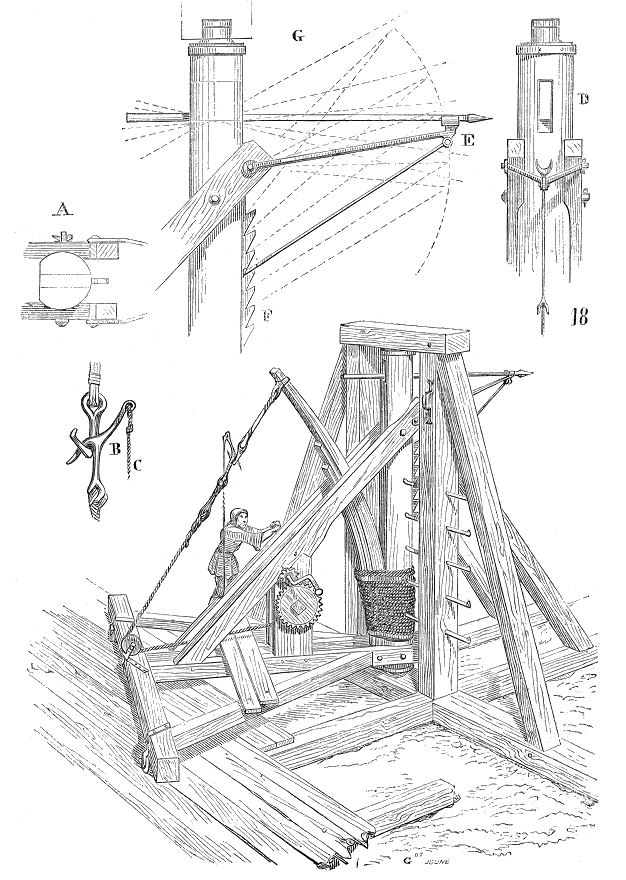
Középkori európai, rugós hajítógép, amelynél rétegelt falemezt használtak lándzsák kilövéséhez

A rugós hajítógépek egy vagy több rugalmas kar (íjnál kettő) illetve rétegelt falemez erejét használják nyíl vagy kő hajítására. Legelterjedtebb formái az állványra szerelt íjak voltak. A rugós hajítógépek a többi szerkezethez képest alacsony hatásfokúak, ostrom feladatokra teljesen alkalmatlanok.  A rekonstruált változatok kisméretű lövedék célba juttatására 146 méter maximális távolságon volt képes. A klasszikusan rugóval működtetett katapultoknak az első világháború lövészárokharcai az újjászületés időszaka volt, a katonák kisméretű katapultokat építettek, hogy gránátokat dobjanak át az ellenség védelmi állásaiba.

### Catapulta
A torziós szálköteggel működő szerkezet, a ókor és a középkor legelterjedtebb és leghatékonyabb ostromgépe volt. A rekonstruált változatokkal végzett kísérletek alapján ezek a szerkezetek akár a 365 méter hatótávolságot is elérhették, az ellensúllyal működtetett hajítógépekhez képest, azonban a lövedékek tömege nem haladta meg a 22 kg-ot.

### Ballista

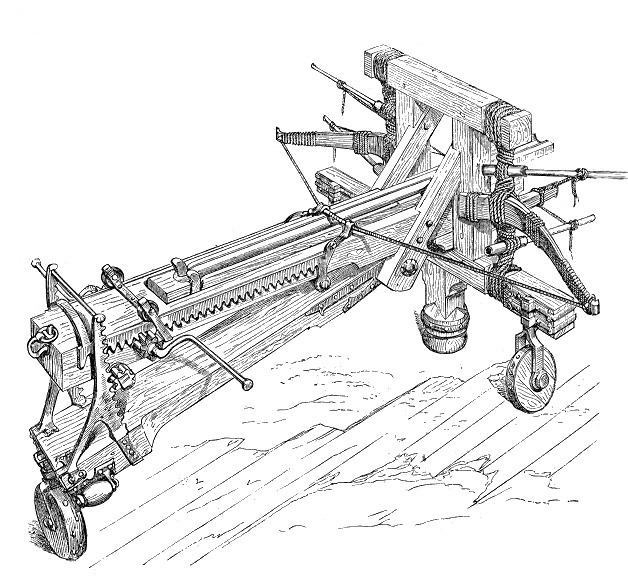
Bonyolult szerkezetű, várfalra telepített középkori ballista

A ballista nagyméretű számszeríjhoz hasonló szerkezet, melynek erejét két megcsavart szálköteg torziós energiája szolgáltatja. A ballista alkalmas volt nyilak és kövek pontos, alacsony röppályán való célba juttatására. A rómaiak különböző méretű szerkezeteket készítettek tábori használatra és ostromokhoz. A megcsavart szálkötegek ereje akár 400 méter távolságra is képes volt hajítani a ballista kisméretű, legfeljebb 4,5 kg súlyú lövedékét.

### Ellensúllyal működő hajítógépek

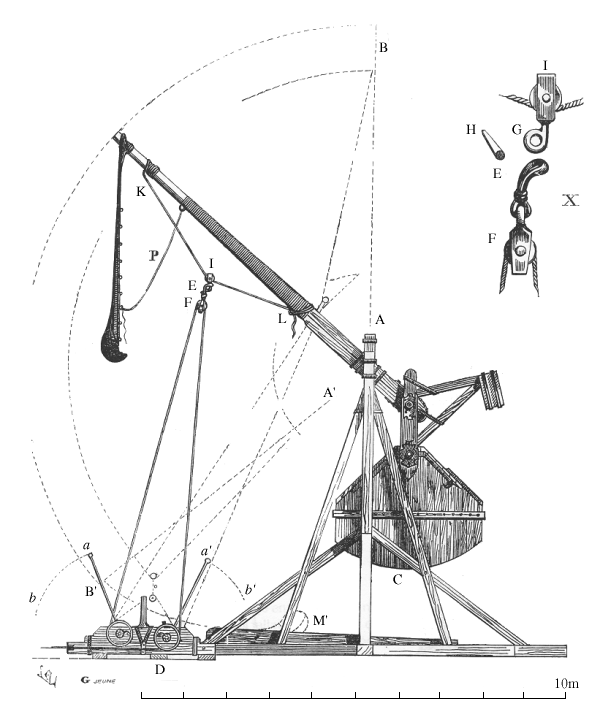
Egy középkori Trébuchet műszaki rajza, a szerkezet ellensúlyát egy kövekkel és földdel megrakott hatalmas faláda szolgáltatta

Az ellensúllyal működtetett hajítógépek, a többi mechanikus szerkezethez képest, nagyobb hatótávolságon, nehezebb lövedékek kilövésére voltak képesek. A szerkezet gyorsasága és ereje a torziós erővel működtetett katapultokhoz képest elmaradt ugyan, de a hatalmas ellensúly és az erőkar hosszúsága és erős ácsolása lehetővé tette 100 kg-nál nehezebb lövedékek célba juttatását is. A Sir Ralph Payne-Gallwey által épített szerkezet és az elvégzett számítások alapján a becsült legnagyobb változat 9070 kg-ot nyomott és 15,2 méter hosszú hajtókarja akár 136 kg súlyú lövedék elhajítására is képes volt. Ezek a szerkezetek általában túlságosan nehezek voltak tábori használatra, így  a harcoló felek csak ostromokhoz állították fel. A hatalmas ellensúly miatt a hajítógép működtetéséhez megfelelő csörlők és segédeszközök mellett is sok ember kellett.

## Története

### Görög és római kor
Európában az első katapultokat az ókori görögök alkalmazták a Kr. e. 400-300-as években. Arisztotelész (Kr. e. 384 - Kr. e. 322.) az ilyen találmányokról még mint viszonylag újakról ír a Politika c. művében. Archimédesz sok ilyen mechanikus szerkezetet készített Szürakuszai Kr. e. 211 római ostromnál.
A római seregek Szürakusza ostromától kezdve kezdtek el ostromgépeket használni a Makedónia, Spárta és Aetolia elleni háborúkban. A rómaiak különböző méretű és fajtájú gépeket alkalmaztak a csatatereken vívott harcok alatt és az ostromoknál.

### Középkor
A középkorban az 1250-es évektől a trébuchet-k (ejtsd: trebusé) élték rövid aranykorukat, amikor a puskapor használatának elterjedésével a 14. századtól a kovácsoltvas ágyúk vették át az ostromfegyverek szerepét.
Ebben az időszakban a katapultok voltak az első fegyverek, melyeket biológiai hadviselésre használtak. A középkori „baktériumháborús” hadviselés lényege, oszladozó állati vagy emberi tetemek bejuttatása az ostromlott vár belsejébe, hogy ott betegségeket, legfőképp pestist terjesszenek.

### Puskapor utáni idők
A katapultokat utoljára első világháború lövészárok harcaiban alkalmazták nagy tömegben, ahol a katonák gránátokat hajítottak a senki földjén keresztül az ellenséges állásokba. A háború kezdeti időszaka után a katapultokat felváltották a fejlett gránátvetők.
Kicsiny katapultokat használnak az agyaggalamb lövészet célpontjainak kilövéséhez.